# Erika Villaécija
Erika Villaécija García (ur. 2 czerwca 1984 w Barcelonie) – hiszpańska pływaczka, złota i brązowa medalistka mistrzostw świata (basen 25 m), mistrzyni Europy na długim i krótkim basenie.
Specjalizuje się w pływaniu stylem dowolnym. Jej największym dotychczasowym osiągnięciem jest złoty medal mistrzostw Europy w 2004 roku w Madrycie na 800 m kraulem.
Trzykrotnie startowała w igrzyskach olimpijskich. Najlepszym jej wynikiem podczas igrzysk w Atenach (2004) było 5. miejsce w wyścigu na 800 m stylem dowolnym. Cztery lata później, w Pekinie startując na 400 i 800 m kraulem, nie awansowała do decydujących o medalach wyścigów. W 2012 roku podczas igrzysk w Londynie byłą 8. na dystansie 10 km na otwartym akwenie.